# Ледоколы проекта 21900
Ледоколы проекта 21900 (ЛК16) — российские вспомогательные дизель-электрические ледоколы.
Ледоколы предназначены для работы в качестве линейного ледокола при обеспечении высокой манёвренности и ледопроходимости (обеспечивается непрерывное движение во льдах при толщине льда до 1,5 метров), буксировки судов и других плавучих сооружений во льдах и на чистой воде, оказания помощи судам и выполнения аварийно-спасательных работ в ледовых условиях и на чистой воде; доставки необходимого оборудования и участия в проведении операций по ликвидации разливов нефти с использованием имеющегося на борту оборудования; обеспечения выполнения подводно-технических работ с использованием оборудования и специальных комплексов, установленных на судне в районах установки буровых и нефтедобывающих платформ, прокладки подводных трубопроводов, исследования морского дна, проведения поисково-спасательных операций; выполнения функций пожарного судна при тушении пожаров на судах, буровых и нефтедобывающих платформах; выполнения ряда других специальных работ на море.

## Характеристики
Линейные дизель-электрические ледоколы проекта 21900 и 21900М представляют собой двухпалубное судно, мощностью 18 МВт, оборудованное вертолётной площадкой, неограниченного района плавания с двумя полноповоротными винторулевыми колонками и подруливающим устройством.

## Строительство 21900М
Головной линейный дизель-электрический ледокол модернизированного проекта 21900М (ЛК-16 № 1 — ледокол мощностью около 16 МВт) «Владивосток» был заложен 17 октября 2012 года. 5 августа 2013 года в 12:00 часов на Выборгском судостроительном заводе (ВСЗ) состоялась церемония начала формирования корпуса ледокола проекта 21900М на самопогружной барже-площадке «Атлант». Судостроитель: ПАО «Выборгский судостроительный завод». 29 апреля 2014 года состоялся спуск на воду. Крёстной матерью стала заместитель главы администрации города Владивостока Елена Щеголева. На 18 ноября 2014 года ведутся работы по установке винто-рулевых колонок. 15 декабря 2014 года начались швартовные испытания, которые должны быть закончены до апреля 2015 года. Предположительный ввод в эксплуатацию 9 мая 2015 года. По сообщению от 12 августа 2015 года компания Fluidmecanica поставила электрическую буксирную лебёдку мощностью 400 кВт и тягой 370 тонн, якорный брашпиль и швартовные лебёдки. 12 сентября начались ходовые испытания.
Второй линейный дизель-электрический ледокол (ЛК-16 № 2) «Мурманск» был заложен 26 декабря 2012 года. Судостроитель: ПАО «Выборгский судостроительный завод» и финская верфь Arctech Helsinki, которая с декабря 2010 года является совместным предприятием корейской компании STX Finland Oy и российской Объединённой Судостроительной Корпорации (ОСК) (строительный номер 509). 25 марта 2015 года на судоверфи в Хельсинки ледокол был спущен на воду и состоялась церемония имянаречения. Крёстной матерью ледокола стала Губернатор Мурманской области М. Ковтун. Она также пожелала ледоколу счастливого плавания, подчеркнув, что он внесёт свой вклад в освоение Арктического региона. Перед спуском на воду ледокола фирма Fluidmecanica провела сдачу швартовного оборудования. Предположительный ввод в эксплуатацию в августе 2015 года. По сообщению от 12 августа 2015 года компания Fluidmecanica поставила электрическую буксирную лебёдку мощностью 400 кВт и тягой 370 тонн, якорный брашпиль и швартовные лебёдки.
24 июля 2013 года руководство РОСМОРПОРТА посетило завод ARCTECH в городе Хельсинки. В ходе посещения были обсуждены сроки достройки ледокола.
Третий линейный дизель-электрический ледокол (ЛК-16 № 3) «Новороссийск» был заложен 12 декабря 2012 года. Судостроитель: ПАО «Выборгский судостроительный завод» (строительный номер 231). 07 мая 2014 года было начато формирование корпуса на самопогружной барже-площадке «Атлант». На 18 ноября 2014 года на стапель-барже «Атлант» установлена последняя кормовая секция и закончено формирование основного корпуса. Спущен на воду 29 октября 2015 года, передан ФГУП «Росморпорт» 26 декабря 2016 года.

## Особенности проектов 21900М, 21900М2
По сравнению с проектом 21900 на 21900М существует ряд изменений конструкции, в частности: вертолётная площадка перенесена в носовую часть судна, пространство на палубе бака под вертолётной площадкой с якорно-швартовными устройствами — закрытое; развитая от борта до борта надстройка; увеличен состав экипажа; появилась возможность размещения спецперсонала; установлен грузовой кран увеличенной грузоподъёмности; увеличена мощность пропульсивного комплекса; усилены корпусные конструкции с целью снижения вибрации; подкрепления корпуса в районе ледового пояса, и винторулевые колонки соответствуют категории ледовых усилений «Icebreaker7», вместо «Icebreaker6»; установлено оборудование и системы, обеспечивающие выполнение международных требований по ограничению вредных выбросов и обработке балласта; применена инновационная система мониторинга ледовых нагрузок на корпус; увеличена автономность плавания.
C 2019 года в Нижнем Новгороде в КБ «Вымпел» велось проектирование следующей серии ледокола — 21900М2. В задачу проектировщиков входили, кроме всего прочего: необходимость снижения уровня загрязнения атмосферы, возможность перевозки до 33 контейнеров на открытой части верхней палубы, в том числе подключения 12 рефрижераторных контейнеров, возможность посадки тяжёлых вертолётов типа «Ка-32», а также проработка возможности усиления ледокола до класса «Icebreaker7».

## Представители проекта
| Наименование      | Проект  | Бортовой № | Изготовитель                                                                 | Заводской № | Дата закладки   | Спуск на воду   | Ввод в строй     | Состояние                  |
| ----------------- | ------- | ---------- | ---------------------------------------------------------------------------- | ----------- | --------------- | --------------- | ---------------- | -------------------------- |
| «Москва»          | 21900   |            | Балтийский завод                                                             | 601         | 19 мая 2005     | 25 мая 2007     | 11 декабря 2008  | Активен                    |
| «Санкт-Петербург» | 21900   |            | Балтийский завод                                                             | 602         | январь 2006     | 28 мая 2008     | 2 декабря 2009   | Активен                    |
| «Владивосток»     | 21900М  |            | Выборгский судостроительный завод                                            | 230         | 17 октября 2012 | 29 апреля 2014  | 23 сентября 2015 | Активен                    |
| «Мурманск»        | 21900М  |            | Выборгский судостроительный завод в кооперации с «Arctech Helsinki Shipyard» | 509         | 26 декабря 2012 | 25 марта 2015   | 26 февраля 2016  | Активен                    |
| «Новороссийск»    | 21900М  |            | Выборгский судостроительный завод                                            | 231         | 12 декабря 2012 | 29 октября 2015 | 30 ноября 2016   | Активен                    |
| «Архангельск»     | 21900М2 |            | Судостроительный завод Пелла и «Pella Sietas» Гамбург                        |             | 29 октября 2020 |                 | 2024 (план)      | Заложен. Подписан контракт |
| «Выборг»          | 21900М2 |            | Выборгский судостроительный завод                                            |             | 16 ноября 2022  |                 | 2024 (план)      | Заложен. Подписан контракт |